# Moteur V12 Lamborghini
Pour les articles homonymes, voir Moteur (homonymie), V12 et Lamborghini (homonymie).
Les moteurs V12 Lamborghini sont une gamme de moteurs 12 cylindres en V atmosphériques conçus et fabriqués depuis 1963 par le constructeur automobile italien Lamborghini à Sant'Agata Bolognese.

## Historique

### Première génération (1963-2010)

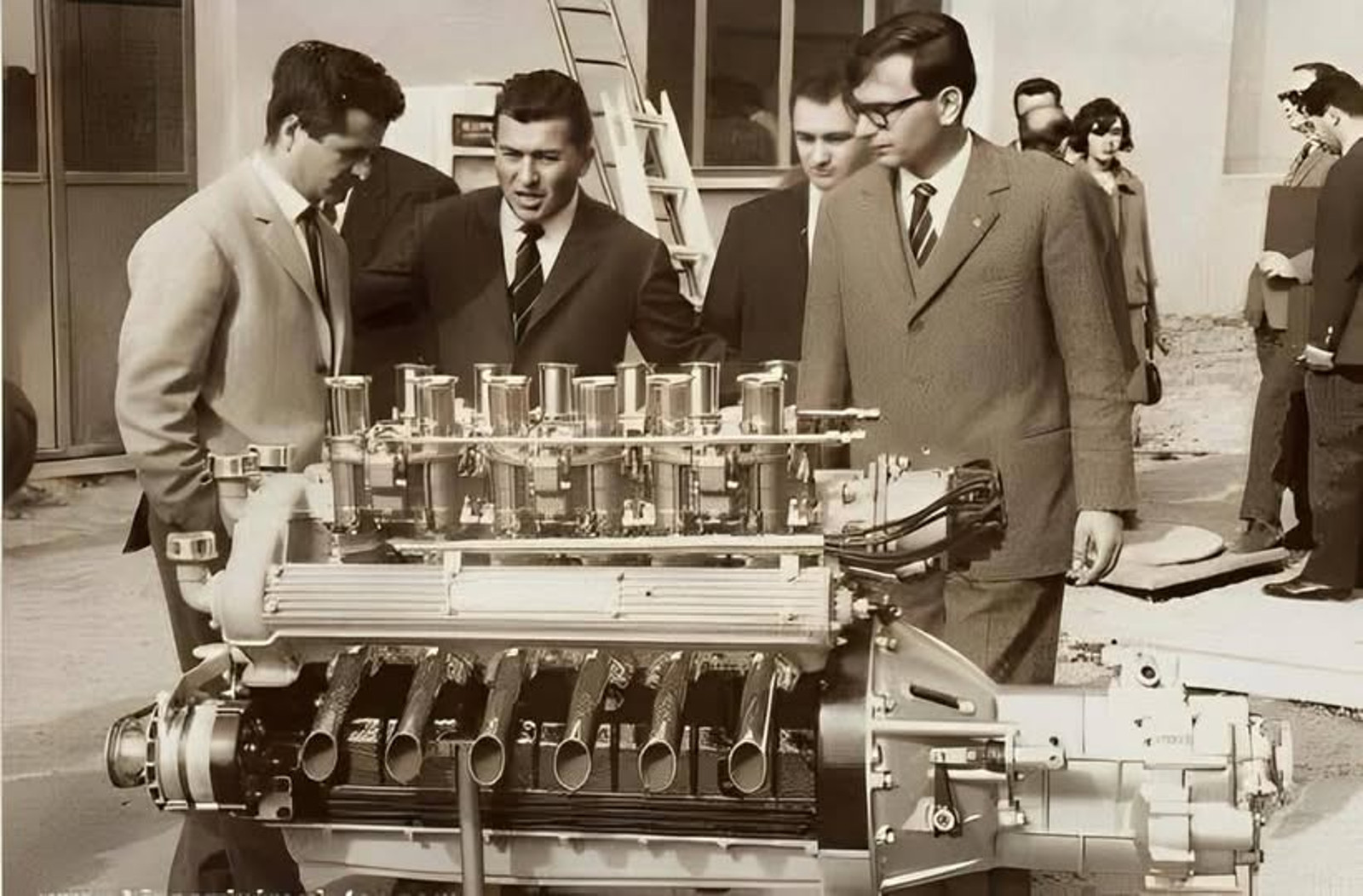
Premier moteur V12 Lamborghini de Giotto Bizzarrini, Ferruccio Lamborghini et Gian Paolo Dallara, à Sant'Agata Bolognese en 1963.

Lorsque Ferruccio Lamborghini, un fabricant de tracteurs agricoles (Lamborghini Trattori) de Sant'Agata Bolognese défie en 1963 son voisin Enzo Ferrari de Maranello, il engage l'ingénieur-motoriste de Ferrari Giotto Bizzarrini pour concevoir son moteur V12 Lamborghini-Bizzarrini. Il propose un bonus financier pour chaque cheval que ce V12 pourrait produire de plus que celui du moteur Ferrari V12 Colombo des Ferrari 250 GTO (3 litres et 300 chevaux). Il déclare : « J'ai possédé les voitures de sport les plus célèbres au monde. J'ai trouvé des défauts dans chacune de ces superbes voitures. Trop chaud ou trop inconfortable, pas assez rapide ou pas assez bien traité. Maintenant, je vais construire moi-même une voiture de sport. Une voiture parfaite,,. »
Ce moteur V12 atmosphérique à 60°, double arbre à cames en tête, six carburateurs Weber double corps développe 360 chevaux et motorise les premières Lamborghini 350 GTV et Lamborghini 350GT de série. Il est décliné au fil du temps en diverses variantes de cylindrée et de puissance (3,5 à 6.5 L et 280 à 670 ch) avec les Miura (1966), Islero (1968), Espada (1968), Jarama (1970), Countach (1974), LM002 (1986), Diablo (1990), Murciélago (2002), Miura Concept (2006) et Reventón (2008).
À la suite de l'acquisition de Lamborghini en 1998 par la filiale allemande Audi du groupe Volkswagen, le V12 continue à évoluer jusqu'à son ultime version de 6,5 L de 670 chevaux des Lamborghini Murciélago LP670-4 SV de 2010.

Quelques moteurs
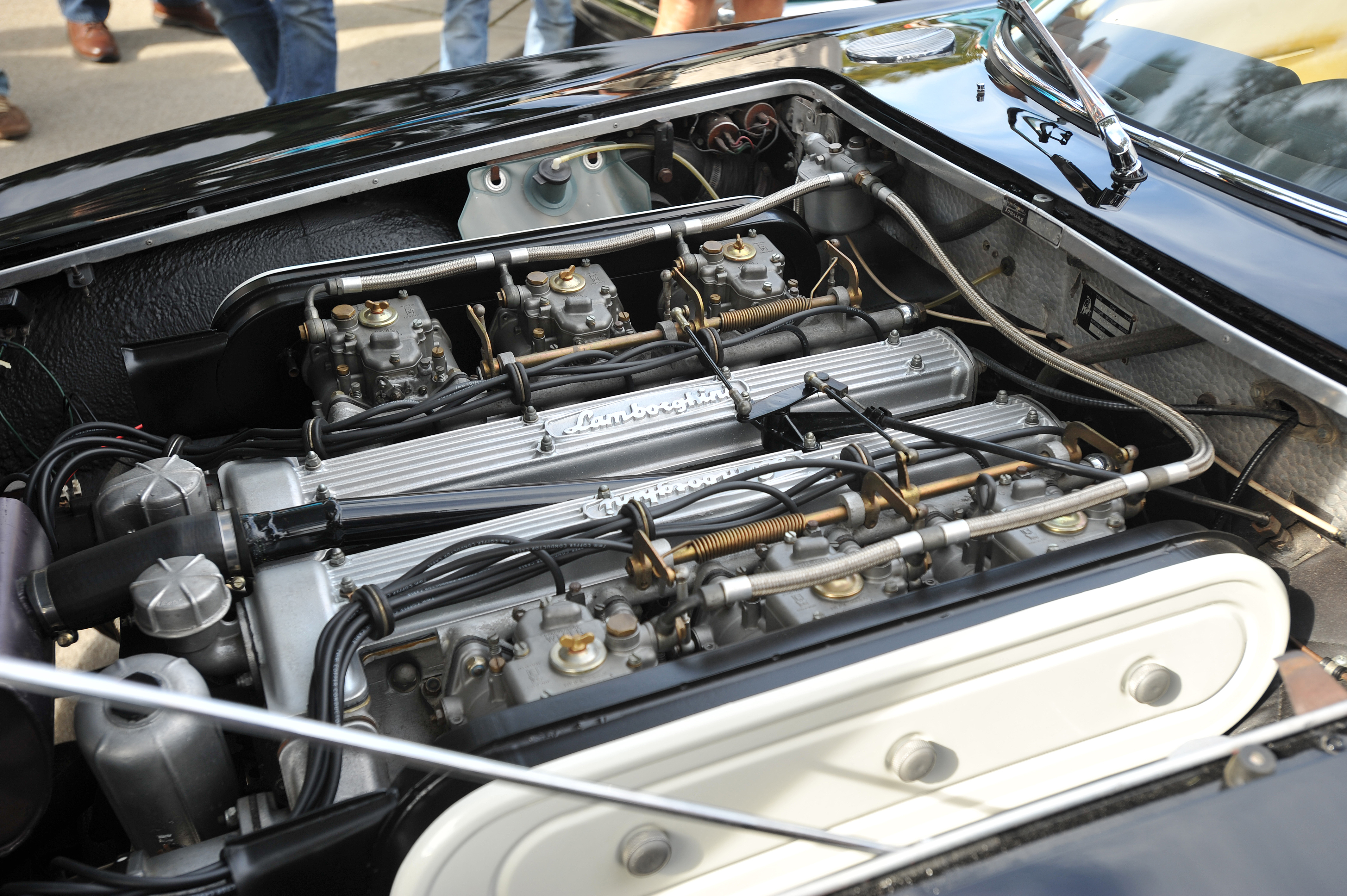
Lamborghini 350GT (1964).
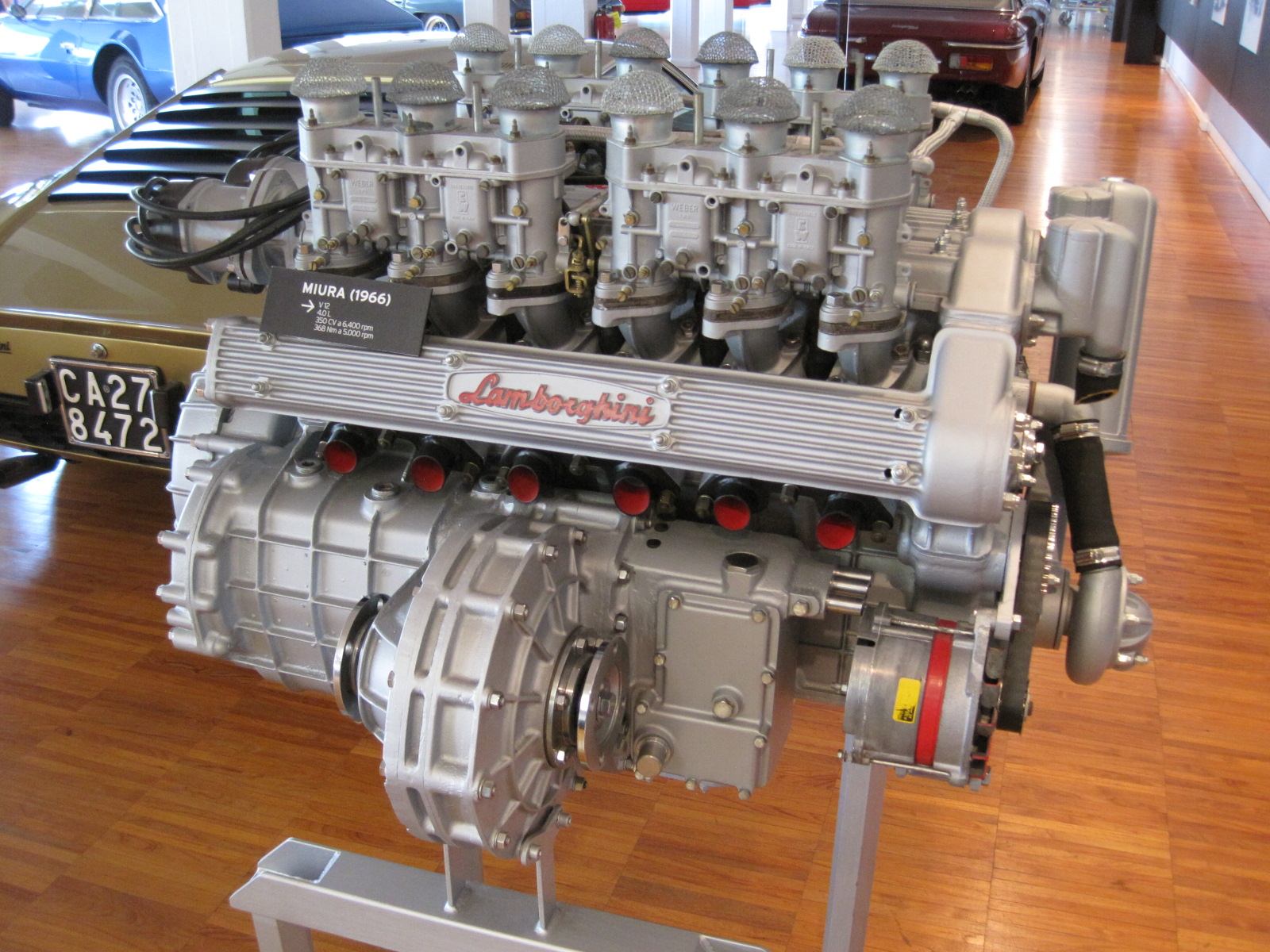
Lamborghini Miura (1966).
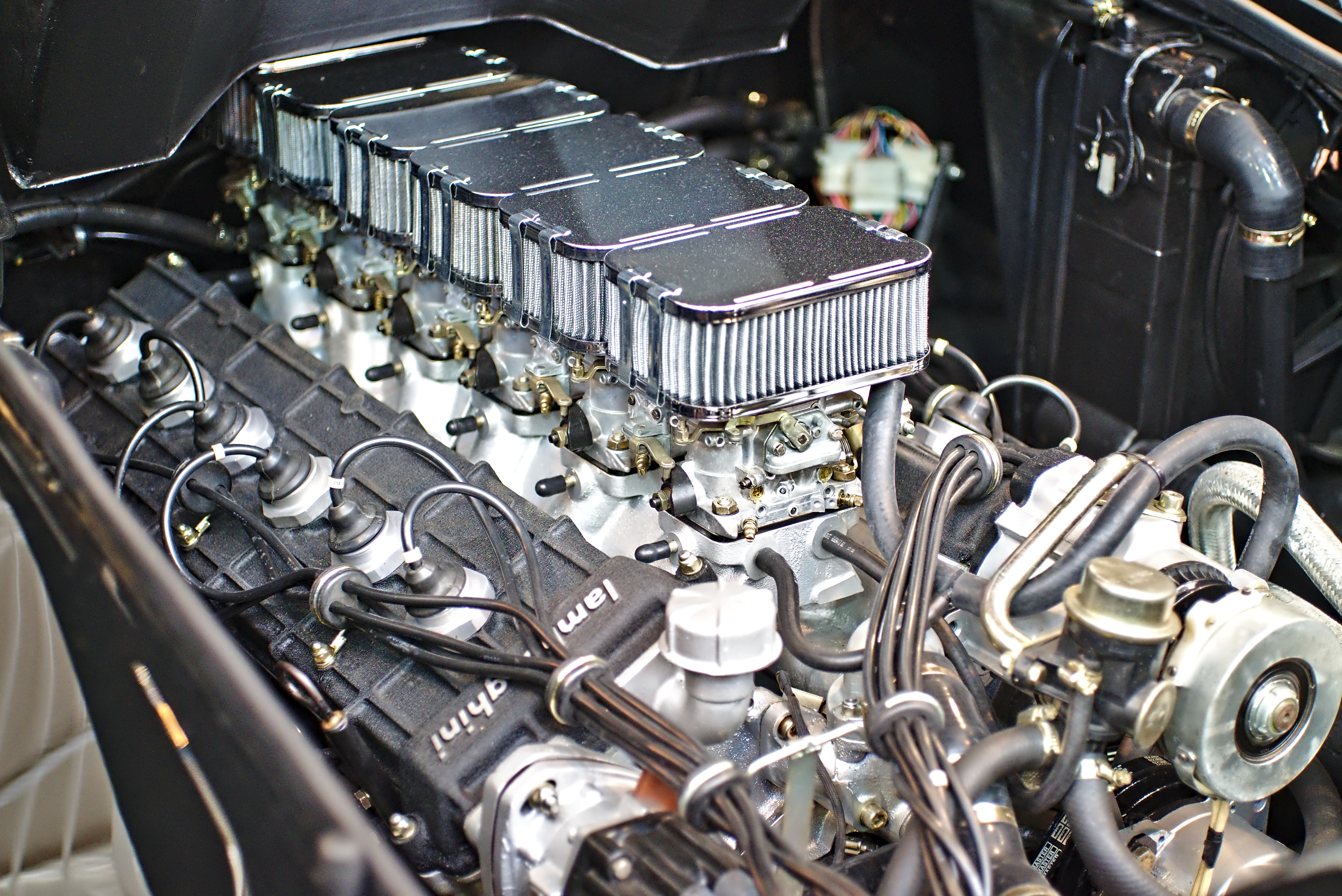
Lamborghini Countach (1974).

### Seconde génération L539 (depuis 2011)
Après 47 ans de carrière, Lamborghini conçoit, en 2011, une seconde génération de moteur V12 60° L539 aux nouvelles normes en vigueur d'alors de 6,5 litres de cylindrée pour 700 à plus de 850 chevaux, double arbre à cames en tête et 24 à 48 soupapes, pour motoriser ses Lamborghini Aventador (2011), Veneno (2013), Centenario (2016), SC18 Alston (2018), Sián (2020), Essenza (2020), SC20 (2020), Countach LPI 800-4 (2021), et Invencible et Autentica (2024),.
Les Lamborghini Sián (2020) et Countach LPI 800-4 (2021) sont les premières supercars V12 hybride de la marque après le concept-car Lamborghini Asterion LPI 910-4 V10 hybride de 2014, et les concept-cars électriques Lamborghini Minotauro de 2010 et Lamborghini Terzo Millennio concept de 2017,,,.

Lamborghini Murciélago (2002)
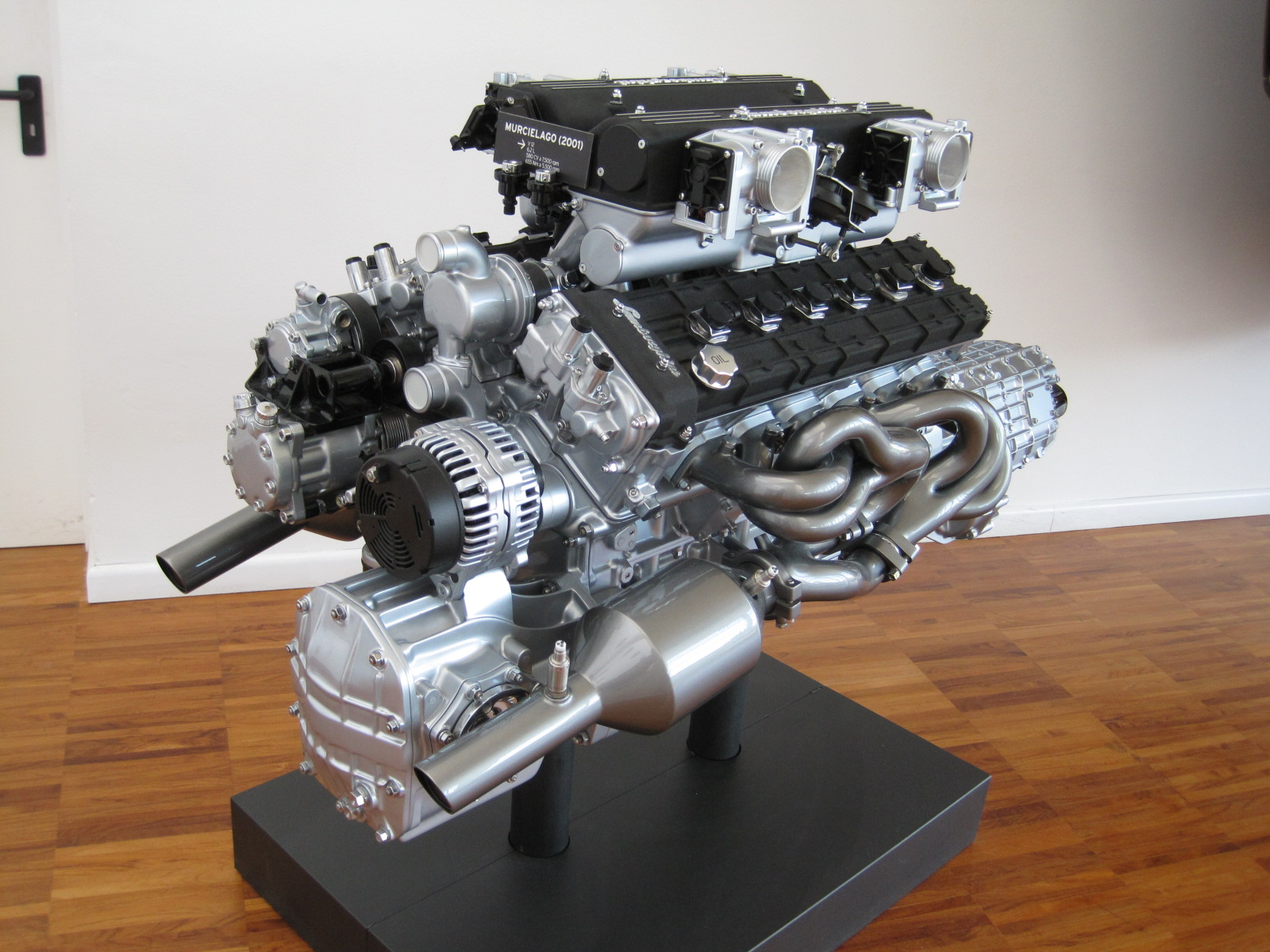
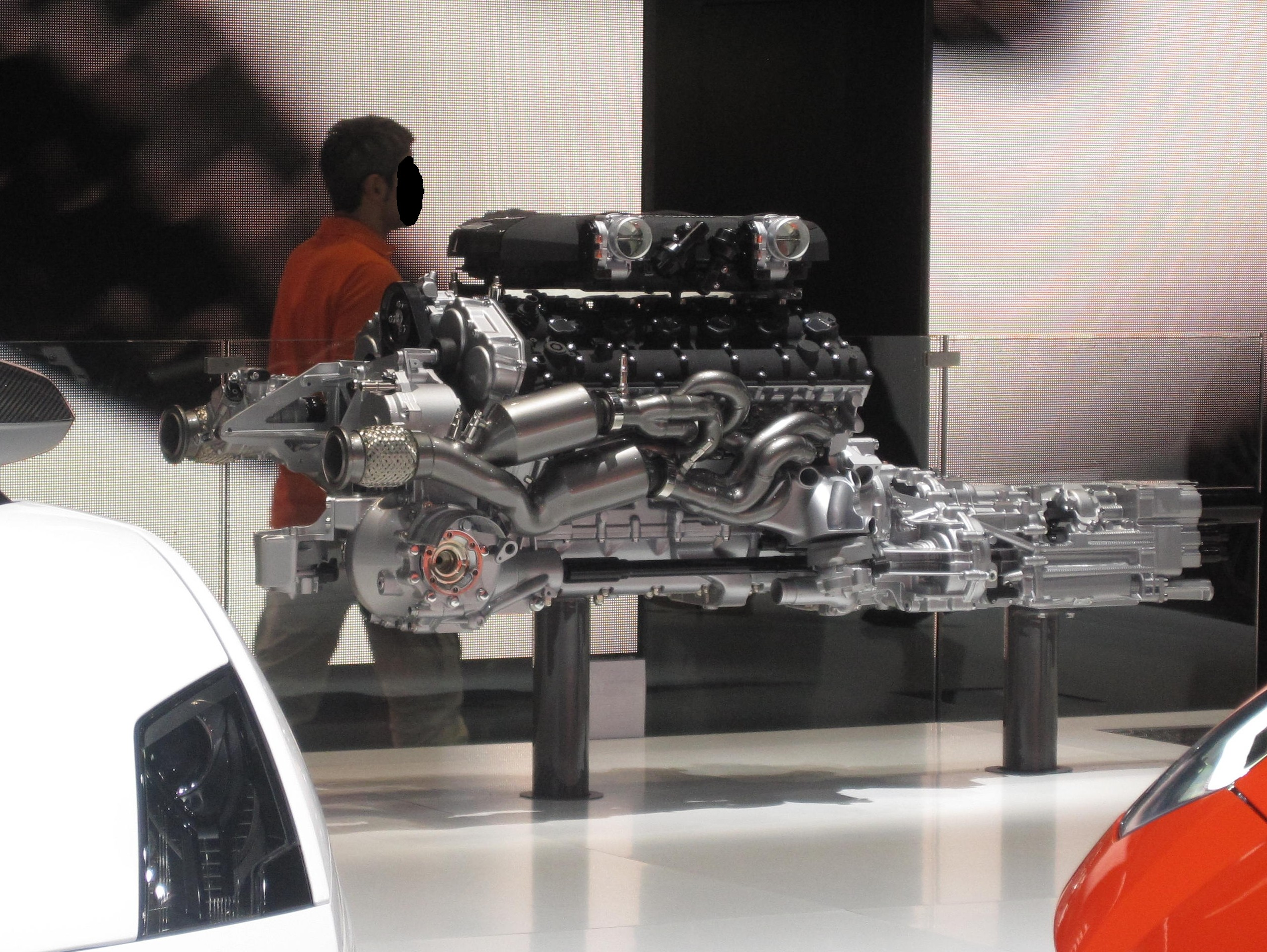
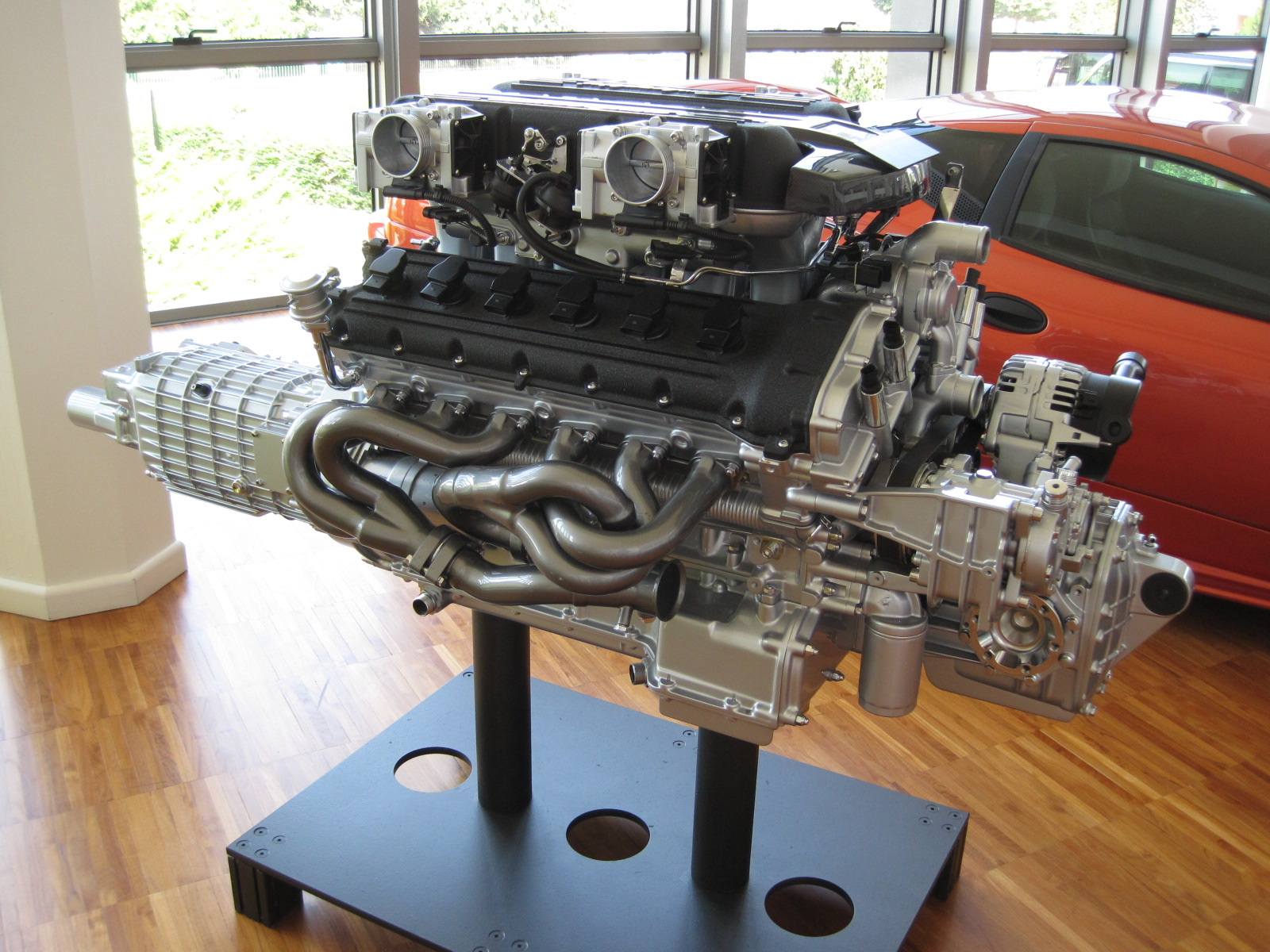

## V12 de Formule 1 (1989-1993)

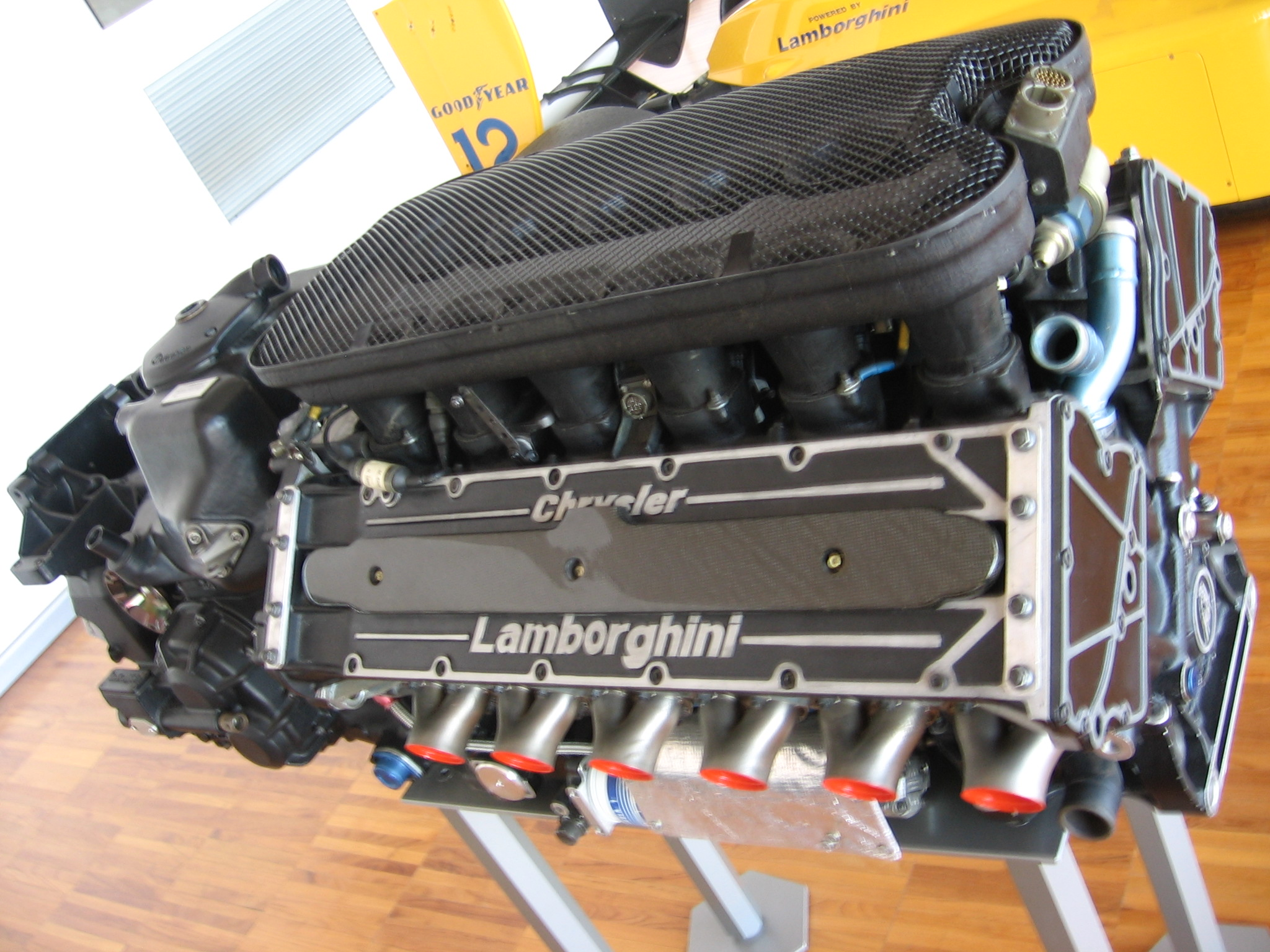
Moteur V12 Lamborghini LE3512 de Formule 1, au musée Lamborghini de Sant'Agata Bolognese.

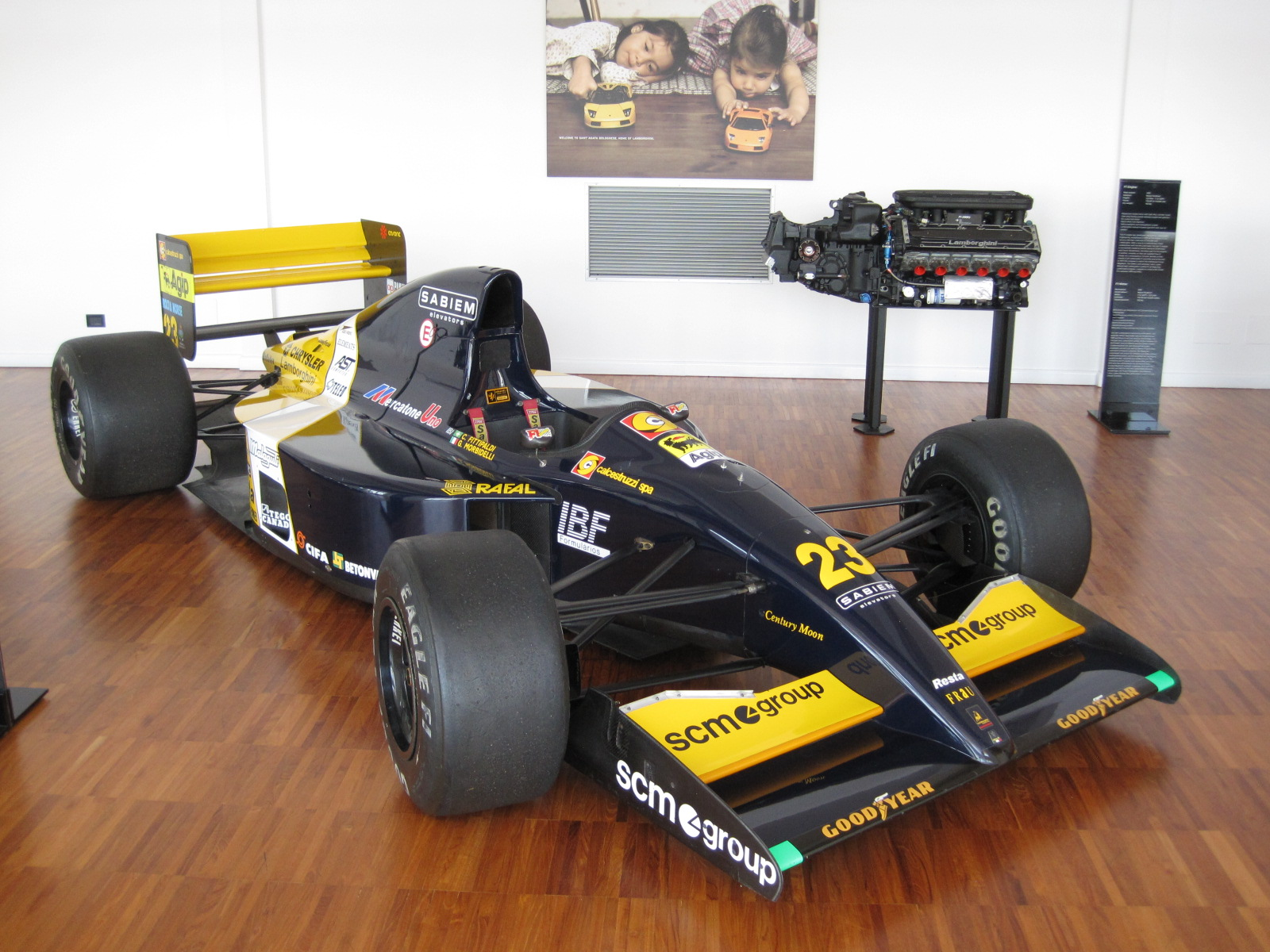
Minardi M191B et son moteur au musée Lamborghini de Sant'Agata Bolognese.

Lamborghini s'engage en Formule 1 entre 1989 et 1993, lorsque la FIA a interdit les moteurs turbocompressés. L'ancien ingénieur Scuderia Ferrari Mauro Forghieri est alors engagé pour concevoir un nouveau moteur V12 80 ° Lamborghini LE3512 (en) de 3,5 L et 600 à 750 ch, destiné à l'écurie française de Formule 1 Larrousse, avec sa monoplace Lola LC89, inauguré au Grand Prix automobile du Brésil 1989 de Rio de Janeiro, face aux écurie concurrentes Scuderia Ferrari, McLaren-Honda, Williams-Renault et Benetton-Ford... 
Écuries de Formule 1 à moteur V12 Lamborghini :
- Larrousse (1989, 1990, 1992, 1993)
- Team Lotus (1990)
- Ligier (1991)
- Modena Team (1991)
- Scuderia Minardi (1992)

Lamborghini se retire de la Formule 1 en 1993, avec le dernier Grand Prix d'Australie 1993 d'Adélaïde (année de disparition de Ferruccio Lamborghini) avec pour meilleur résultat une 3e place au Grand Prix du Japon de 1990 de Suzuka, et 6e du classement des constructeurs du championnat du monde de Formule 1 1990, avec une Lola LC89 Larrousse (11 points).

## V12 de Sport-prototype (1991)
Sur la base du moteur Lamborghini LE3512 V12 à 80° de 3,5 L développé pour la Formule 1, l'écurie autrichienne Konrad Motorsport s'associe avec Lamborghini pour participer au championnat du monde des voitures de sport avec la Konrad KM-011. 
La voiture a fait ses débuts aux 430 km du Nürburgring et a participé à trois manches du championnat du monde des voitures de sport 1991. Malgré le fort potentiel du moteur, elle ne peut concrétiser en course à cause de défaillances répétées du démarreur.

## V12 motonautique

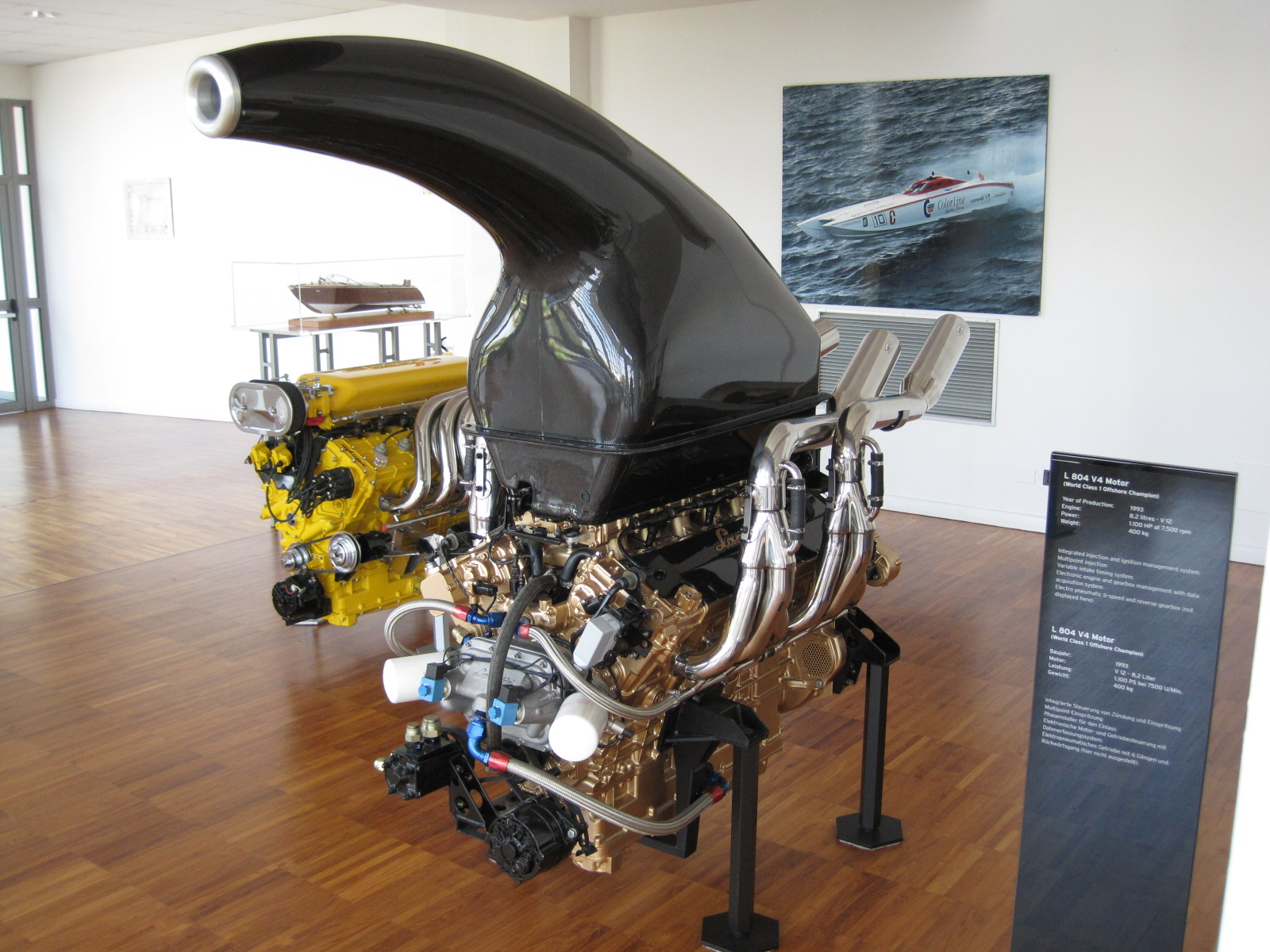
Moteurs V12 marin Offshore L 804 et L 900 Spirit of Norway, au musée Lamborghini de Sant'Agata Bolognese.

Ferruccio Lamborghini s'associe en 1968 avec Carlo Riva, pour motoriser un premier modèle unique et emblématique de « Riva Aquarama Lamborghini » avec deux moteurs Lamborghini V12 de 2 x 360 ch, pour faire des essais de compétition motonautique sur le lac d'Iseo et rivaliser entre autres avec les bateaux de course Ferrari Arno XI (1953), Abbate-Ferrari F1 Antares II (1954), ou San Marco Ferrari KD800 (1957)...
Lamborghini est entre autres 5 fois champion du monde Class 1 World Powerboat Championship (en) (1998, 2002, 2003, 2004, et 2006) avec l'équipe norvégienne Spirit of Norway, propulsé par 2 moteurs V12 Lamborghini de 2 x 8,2 L et 2 x 850 ch, pour plus de 140 nœuds (250 Km/h) de vitesse de pointe .

## Autres moteurs Lamborghini
Lamborghini conçoit également entre autres :
- Moteur 6 cylindres en ligne : de concept car Lamborghini Marzal (1967)
- Moteur Lamborghini V8 (en) : d'Urraco (1973), Silhouette (1976), Jalpa (1982), Lamborghini Urus (2018)...
- Moteur Lamborghini V10 (en) : de Gallardo (2003), Estoque (2010), Sesto Elemento (2011), Egoista (2013), Huracán (2014), Asterion (2014)...